# Tolanaro
Tolanaro ili Tolagnaro (nekad znan po svom francuskom imenu Fort Dauphin) je grad na krajnjem jugoistoku Madagaskara od 42 944 stanovnika, administrativni centar Regije Anosi i Distrinkta Tolanaro u Provinciji Toliara.
Fort Dauphin je bio najdugovječnije francusko naselje na Madagaskaru.

## Povijest
Prvo privremeno naselje u Tolanari imali su portugalski brodolomci između 1504. – 1528.
Nakon njih Francuska Istočnoindijska kompanija osnovala je 1643.- koloniju Fort Dauphin izgradivši utvrdu koju su nazvali čast tadašnjeg prijestolonasljenika (budućeg kralja Louisa XIV.) - Dauphin. To je bilo naselje od oko sto kolonista, koji su se morali uplesti u lokalnu politiku, da bi se održali. Kolonija je imala vrlo loše trgovačke rezultate (uspjevala je prodati nešto ebanovine, ali ništa više od toga), to je teško opravdavalo poteškoće kolonista, koji su trpjeli od tropskih bolesti i drugih problema. Nakon sukoba s lokalnim plemenom Antanosi, preživjeli kolonisti su evakuirani 1674.
Jedan od guvernera ove kolonije, Etienne de Flacourt, objavio je Povijest velikog otoka Madagaskar (Histoire de la Grande Isle de Madagascar) -1643., ona je bila glavni izvor informacija o otoku za europljane sve do kraja 19. st. 
Nakon Drugog svjetskog rata, pa sve dok socijalist Didier Ratsiraka nije preuzeo vlast u Madagaskaru 1975. ., Fort Dauphin je bio propulzivan trgovački grad u kojem su poslovali brojni madagaskarski, francuski, kineski i pakistanski trgovci. Iz njegove luke uvozila se brojna roba iz Francuske, a izvozila manje više stoka za Mauricijus. 
Nakon dolaska malagaških socijalista na vlast 1975., provedena je nacionalizacija i zamrzuta imovina francuskih državljana, pa su nakon toga brojna francuska poduzeća prestala s radom.
Fort Dauphin je sjedište američke luteranske misije od 1888. do sedamdesetih godina prošlog stoljeća. Oni su se osim evangelizacije bavili i obrazovanjem i medicinskom pomoći koju su pružali lokalnom stanovništvu. Nakon toga preselili su se u Antsirabe pa u Antananarivo.

## Zemljopisne i klimatske karakteristike
Tolanaro leži na jugoistoku Madagaskara na uskom poluotoku koji duboko ulazi u Indijski ocean, zapadno od ušća rijeke Manampanihi i jezera Andriambe, koje tvori rijeka prije svog ušća u ocean. 
Tolanaro je udaljen oko 1 096 km od glavnog grada Antananarivo u pravcu sjeverozapada nacionalnom cestom br. 13. U okolici grada nalazi se Nacionalni park Andohahela udaljen oko 40 km sjeverozapadno i nešto dalje Park prirode Berenti. 
Tolanaro ima vruću tropsku klimu, prosječna dnevna temperatura je oko 28 °C.

## Transport, Gospodarstvo
Tolanaro ima manju luku u Indijskom oceanu koja je lokalnog značenja, iz nje se uglavnom izvozi sušena riba, drvena građa, goveda, vosak, grah, kikiriki, agave, ricinusovo ulje i drugi poljoprivredni proizvodi i stoka iz unutrašnjosti.
Njegove velike plaže, odavno privlače turiste, tako da grad ima nekoliko hotela i restorana.
Grad ima i mali Aerodrom Tolanaro (IATA: FTU ICAO: FMSD) koji ima letove za Antananarivo.
Ribolov, stočarstvo i poljoprivreda su najvažnije privredne grane u regiji.
U okolici grada otvara se veliki rudnik ilmenita, zbog tog je izgrađena nova luka - Ehoala, rudarske i stambene zgrade, i nove ceste do rudnika.To je najveća investicija koja se ostvarila u gradu i okolici posljednjih decenija.

## Vanjske poveznice
- Tolanaro na portalu Encyclopædia Britannica (engl.)
- Tolagnaro, une oasis de fraîcheur (fr.)
- [neaktivna poveznica] (engl.)